# UKW
UKW was een Duitse band uit de NDW-periode.

## Carrière
Aan het eind van 1979 formeerden Peter Hubert, Andreas Schwarz-Ruszczynscki en Andreas Koch de band UKW. Peter Hubert studeerde contrabas op de Universität der Künste Berlin. Hij viel in 1979 muzikaal op als lid van de band Mighty Little & the Earthshakers. Bassisten en drummers wisselden meermaals, pas in februari 1981 werd met Peer Gerlach en Thomas Schütze de definitieve samenstelling gevonden. UKW won in 1981 met negen verdere bands de Berlijnse Senatsrockwettbewerb onder 280 meedingende getalenteerde bands. Als prijs mocht UKW de single Bleib doch bei mir produceren, die in december 1981 verscheen. De single verkocht goed en in 1982 startten ze met de opnamen van hun eerste album Ultrakurzwelle bij het label Teldec.
Sommersprossen werd als eerste single van het album uitgegeven en werd prompt een hit. Er volgden in 1982 talrijke televisie-optredens in de ZDF-Hitparade met Dieter Thomas Heck (waarbij live werd gezongen) en Bio's Bahnhof. Het ZDF zond in het kader van een Rockpop in Concert een liveopname van UKW uit. Ook de navolgende single Ich will werd een hit, waardoor UKW bij de fans uitgroeide tot een van de populairste bands van de NDW. Ze wonnen de Goldene NDW-Sonder-Otto 1982 van het muziekblad BRAVO. In het begin van 1983 verscheen hun tweede album Alles klar, dat aanzienlijk grootser was opgezet als Ultrakurzwelle. In april 1983 verscheen het album, voorheen was er al met Hey Matrosen een voorproefje op de lp. Na de publicatie van Alles klar ging de band een maand lang op een tournee door Duitsland. In de zomer van 1983 verliet Peer Gerlach de groep. Ondanks het aantrekken van een opvolger kondigde de band in september 1983 de ontbinding aan, na een optreden tijdens de Internationale Funkausstellung Berlin.
Peter Hubert streefde een solocarrière na en publiceerde de single Jetzt oder nie. Andreas Schwarz-Ruszczynski scoorde met de band The Other Ones in 1987 de hit Holiday en werkte in 1989 mee als studiomuzikant voor Alphaville op het album The Breathtaking Blue. Andreas Koch vervoegde zich bij de band van Kim Merz. In de jaren '90 was Peter Hubert het enige Ex-UKW-lid, waar men nog wat van hoorde. Hij hield en houdt de UKW-songs door middel van NDW-revivalconcerten levendig, verder is hij als muziekuitgever werkzaam en droeg hij zorg voor de nummers van het dancefloor-project Sash!, dat wereldwijd met ongeveer 12 miljoen cd-verkopen succesvol was. Diverse UKW-nummers werden in de jaren '90 nogmaals als techno-versies op de markt gebracht. Peter Hubert publiceerde in 1996 onder de artiestennaam Huppertz de ep so verliebt, in 2004 de single Deutschland Allergie en in 2012 de single Du bist die Goldreserve. In 1996 werd een UKW-Best Of-cd slechts als promotie-cd voor de media gepubliceerd, ofschoon ze de twee, kort voor de ontbinding van UKW, opgenomen en tot nu toe niet gepubliceerde nummers Glaubst du ich warte en Ein Schritt zuviel bevatte. Bij het label DA music werden medio jaren 2000 beide UKW-albums als dubbel-cd op de markt gebracht.

## Discografie
- 1981: Bleib doch bei mir (7"-single, Berlin Rock News)
- 1982: Ultrakurzwelle (lp, Teldec|Telefunken)
- 1982: Sommersprossen (7"/12"-single, Telefunken)
- 1982: Tanzen geh'n (Promo-Flexi-7", Telefunken)
- 1982: Ich will! (7"/12"-single, Telefunken)
- 1983: Hey Matrosen (7"/12"-single, Teldec)
- 1983: Alles klar (lp, Teldec)
- 1996: UKW - Das Beste (Promo-cd, Pudel)